# Doosan Group
De Doosan Group is een chaebol uit Zuid-Korea en vindt zijn oorsprong in 1896 als kruidenierswinkel.
De Doosan Group produceert onder andere scheepsmotoren en metaalbewerkingsmachines zoals draaibanken, persen en freesbanken. Ook is Doosan actief in wind- en kernenergie en produceert het intern transportmateriaal zoals heftrucks en havenkranen.
De firma heeft onder andere de volgende bedrijfsonderdelen:
- Doosan Enerbility - voorheen Doosan Heavy Industries & Construction.
- Doosan Babcock - voorheen Mitsui Babcock.
- Doosan Bobcat - voorheen Bobcat en Doosan Portable Power.
  - Bobcat
  - Doosan Portable Power
  - Doosan Industrial Vehicles
  - Mottrol
- Doosan Corporation - met de afdelingen:
  - Electro-Material
  - Digital Innovations
  - Fuel Cell Power
  - Robotics
  - Mobility Innovation
  - Industrial Vehicles
- Doosan Škoda Power

Doosan Infracore Construction Equipment, een tak die o.a. bouwmachines produceert, werd in 2021 verkocht aan Hyundai Heavy Industries.
Doosan DST, een tak die legermaterieel produceert, werd in 2016 verkocht aan Hanwha Group.